# Mid-range
Mid-range é um alto-falante usado para reproduzir as frequências médias do espectro audível, geralmente entre 300 Hz a 5.000 Hz. Sendo assim, conseguem reproduzir a maioria dos instrumentos musicais. Possuem geralmente tamanho inferior a 8".
No Brasil é mais usado drivers, que é encaixado com uma corneta, também é de frequências médias, a diferença é que um é semelhante a um alto-falante, outro é semelhante a uma buzina.